# Joseph Maria Olbrich
Joseph Maria Olbrich (Troppau, 1867. december 22. – Düsseldorf, 1908. augusztus 8.) osztrák építész és grafikus. Gazdag fantáziával megformált épületei a szecesszió (Jugendstil) egyik markáns egyéniségévé avatják.

## Életpályája
Pályája rövid, de új kezdeményezésekben bővelkedik. Vezető műszaki rajzoló volt Otto Wagner mellett, és részt vett a Wiener Stadtbahn megtervezésében. Egyik alapító tagja volt a Wiener Secession művész-egyesületnek és 1898-ban ő tervezte meg a sok szempontból előre mutató Sezessionsgebäude kiállítási épületet. A Secession folyóirata, a Ver Sacrum számára készített grafikái nagy hatással voltak a szecessziós stílusra. 1899-ben elhagyta Bécset és Darmstadtba költözött, ahol tanárként dolgozott, és számos tervét megvalósíthatta.

## Művei
- Sezessionsgebäude (Bécs, 1898)
- Villa Friedmann (Bécs, 1899)
- Darmstadtban nagyrészt ő építette meg a hesseni nagyherceg művészkolóniáját (Mathildenhöhe), beleértve a központi műterem-épületet, művészlakásokat, saját házát (1901), a Ludwig-házat (1901)  és az átmeneti stílusú Esküvői tornyot (Hochzeitsturm) (1908).
- Stöhr-ház (Sankt Pölten, 1899)
- Feinhals-ház (Köln, 1908)
- Tietz-áruház (Düsseldorf, 1908)

## Képgaléria

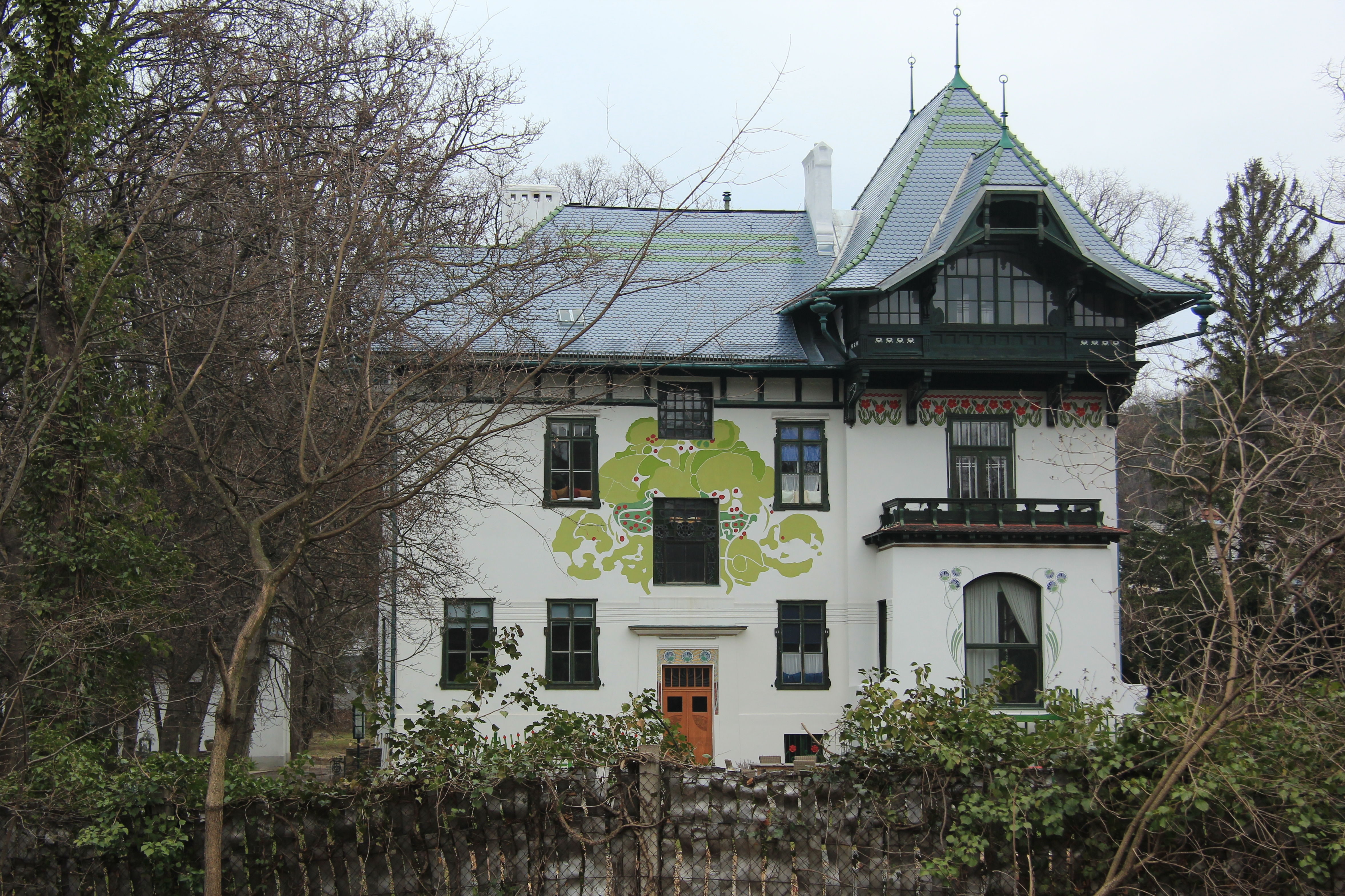
A Villa Friedmann (Hinterbühl)
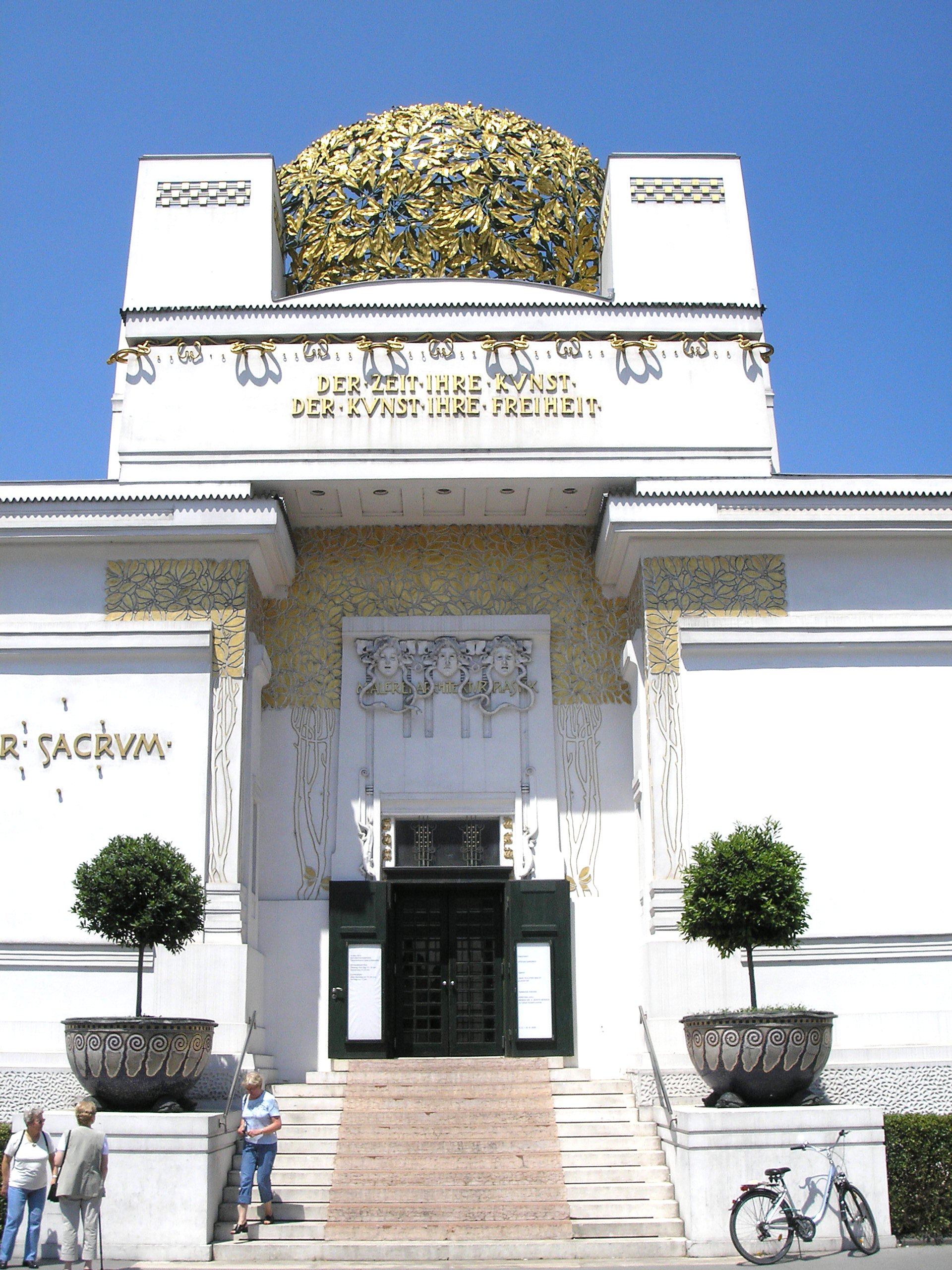
A Szecesszió háza Bécsben
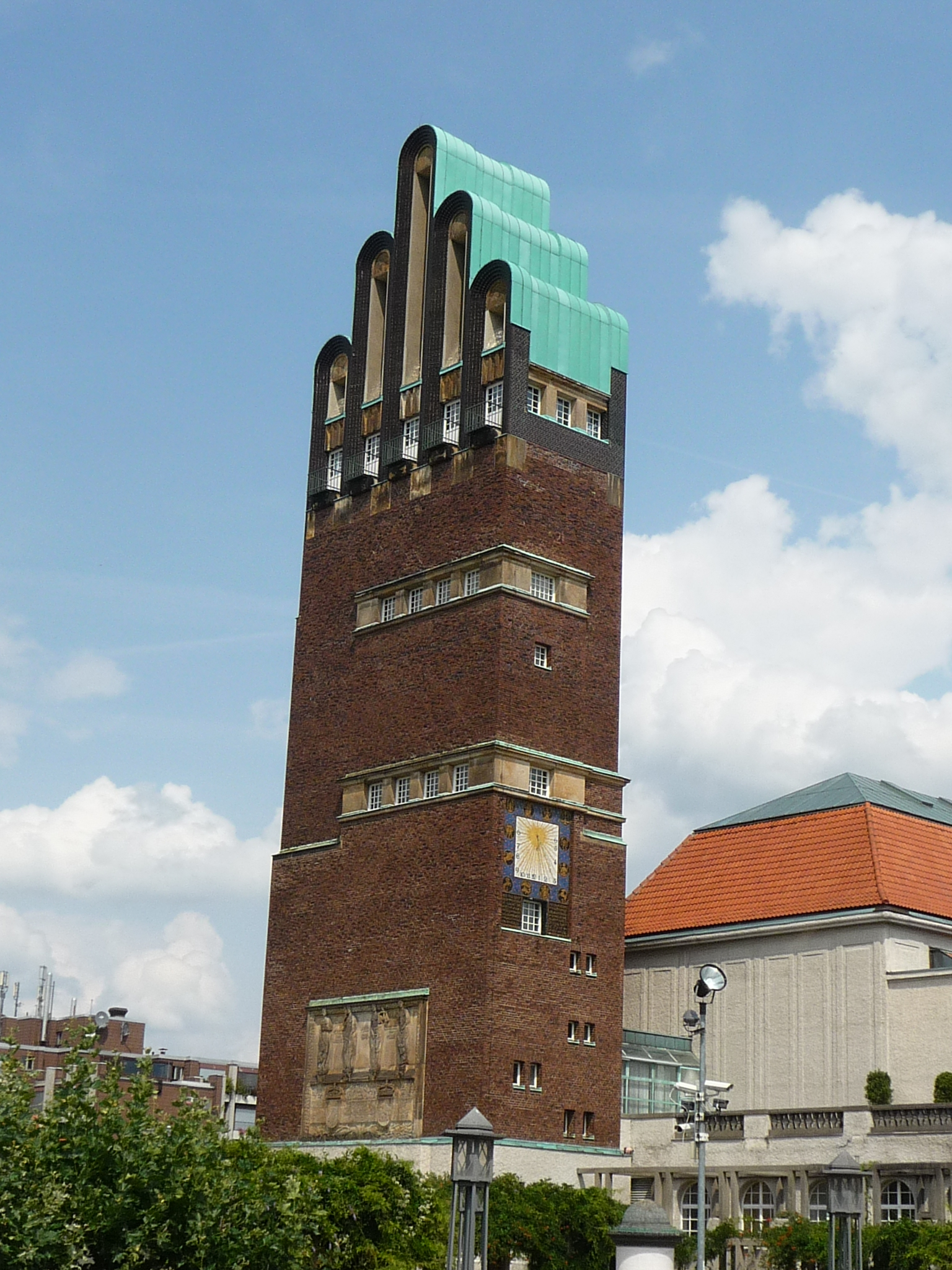
Az Esküvői torony